# Steyermarkina
Steyermarkina, rod glavočika iz podtribusa Critoniinae, dio tribusa Eupatorieae. Raširen po Južnoj Americi

## Opis
Rod Steyermarkina uključuje 4 vrste loze ili grmlja, od kojih su 3 u Brazilu i 1 u Venezueli. Rod se ističe gustom dlakavošću koja se javlja s unutarnje strane vjenčića ispod baze režnjeva, u kombinaciji s peteljkama listova, relativno malo cvjetnih glavica i papusom od brojnih čekinja.

## Vrste
1. Steyermarkina dispalata (Gardner) R.M.King & H.Rob.
2. Steyermarkina dusenii (Malme) R.M.King & H.Rob.
3. Steyermarkina pyrifolia (DC.) R.M.King & H.Rob.
4. Steyermarkina triflora R.M.King & H.Rob.

## Sinonimi
- Eupatorium Sect.Steyermarkia (R.M.King & H.Rob.) Cabrera; Fl. Ilustr. Catar., 1(Compos., 4): 492 (1989)